# Aceria pimeliae
Aceria pimeliae är en spindeldjursart som beskrevs av David C.M. Manson 1984. Aceria pimeliae ingår i släktet Aceria och familjen Eriophyidae. Inga underarter finns listade i Catalogue of Life.